# Varangy géb
A varangy géb (Mesogobius batrachocephalus) a csontos halak (Osteichthyes) főosztályának sugarasúszójú halak (Actinopterygii) osztályába, ezen belül a sügéralakúak (Perciformes) rendjébe, a gébfélék (Gobiidae) családjába és a Benthophilinae alcsaládjába tartozó faj.
A Mesogobius csontoshal-nem típusfaja.

## Előfordulása
A varangy géb a Fekete- és az Azovi-tenger sekély parti részein él. A hal megtalálható a brakkvizű lagúnákban és a folyódeltákban is, például a Dnyeszter, Déli-Bug és Dnyeper torkolataiban. Ritkábban a folyók alsó szakaszaira és a partközeli édesvizű tavakba is felúszik.

## Megjelenése
A hal testhossza 25-30 centiméter, legfeljebb 34,5 centiméter; a Fekete-tengerben a legnagyobb gébfaj. A legnagyobb tömegű kifogott példány 600 grammot nyomott. 68-84 pikkelye van egy hosszanti sorban. A fejtető, a tarkó, a kopoltyúfedők és a fej oldalai pikkelyek nélküliek. Hasúszói tapadókoronggá alakultak.

## Életmódja
Ez a mérsékelt övi gébféle egyaránt megél a sós- és brakkvízben is. A 4-18 Celsius-fokos hőmérsékletet kedveli. A lagúnák és folyótorkolatok brakkvizeiben él, azonban ritkán az édesvízben is előfordul. A törmelékes, kagylóhéjas aljzatot választja élőhelyül. Nyáron 20-60 méteres mélységekben tartózkodik, de télen akár 100 méter mélyre is lehatol. Tápláléka apró rákok és kisebb halak.
Legfeljebb 8 évig él.

## Szaporodása
Március-áprilisban ívik. A hím készíti, őrzi és gondozza a fészket, illetve az ikrákat. Csak az ívási időszakban merészkedik partközelbe.

## Képek

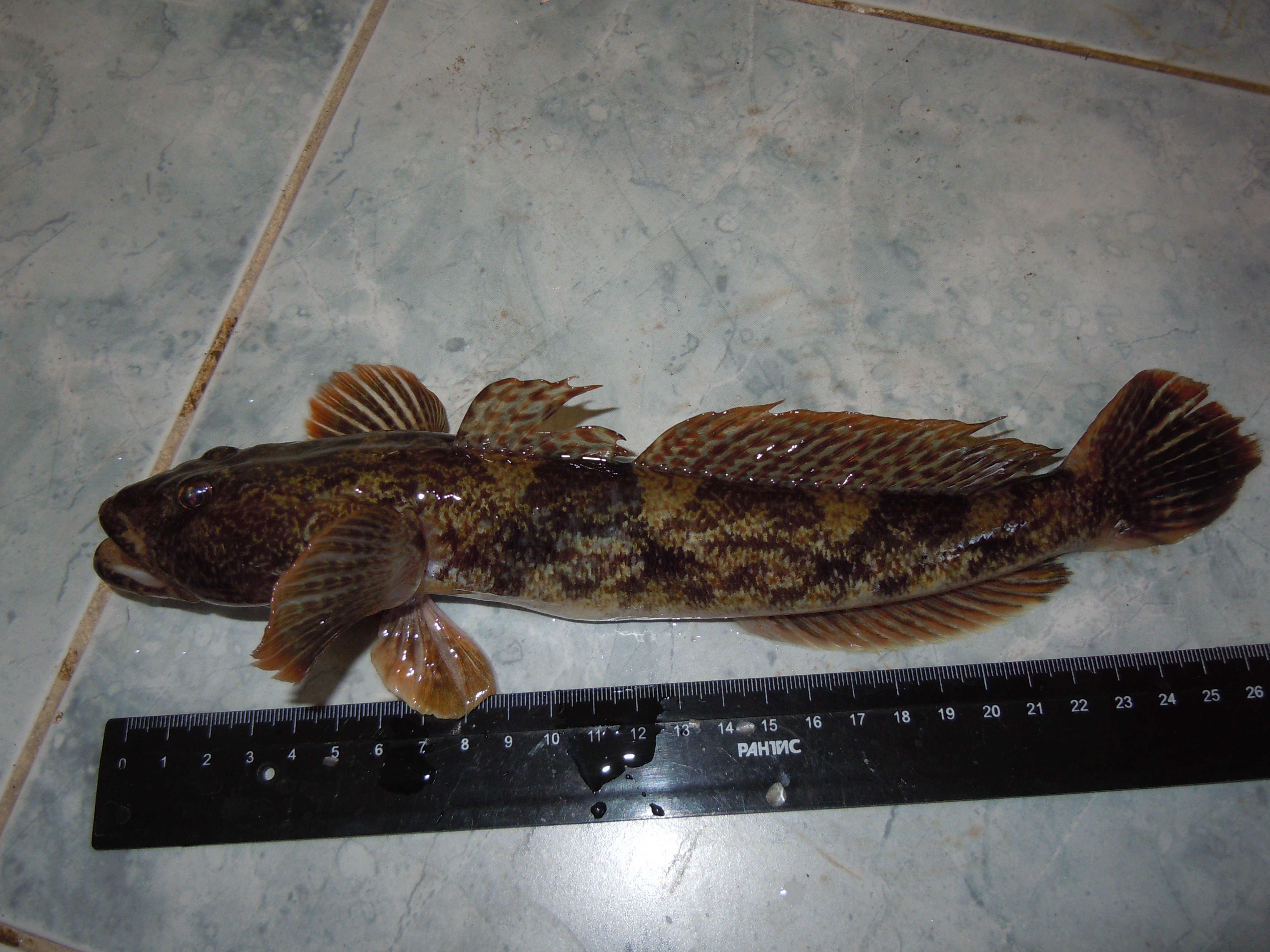
Vonalzó mellé téve
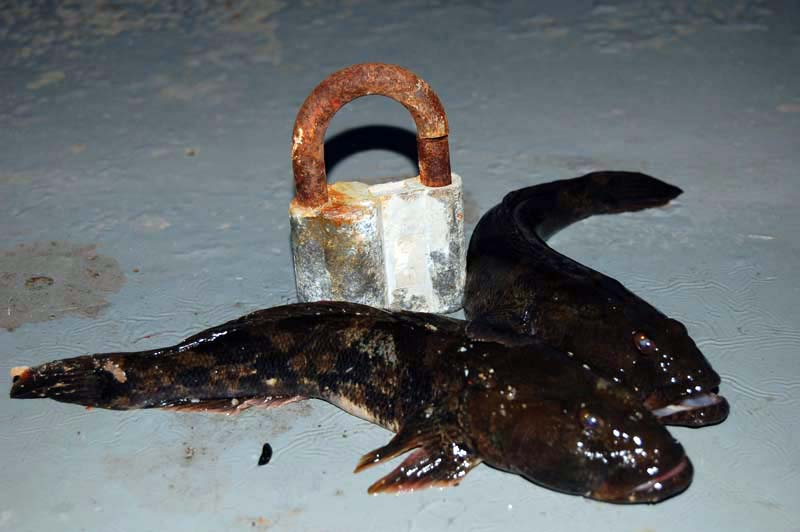
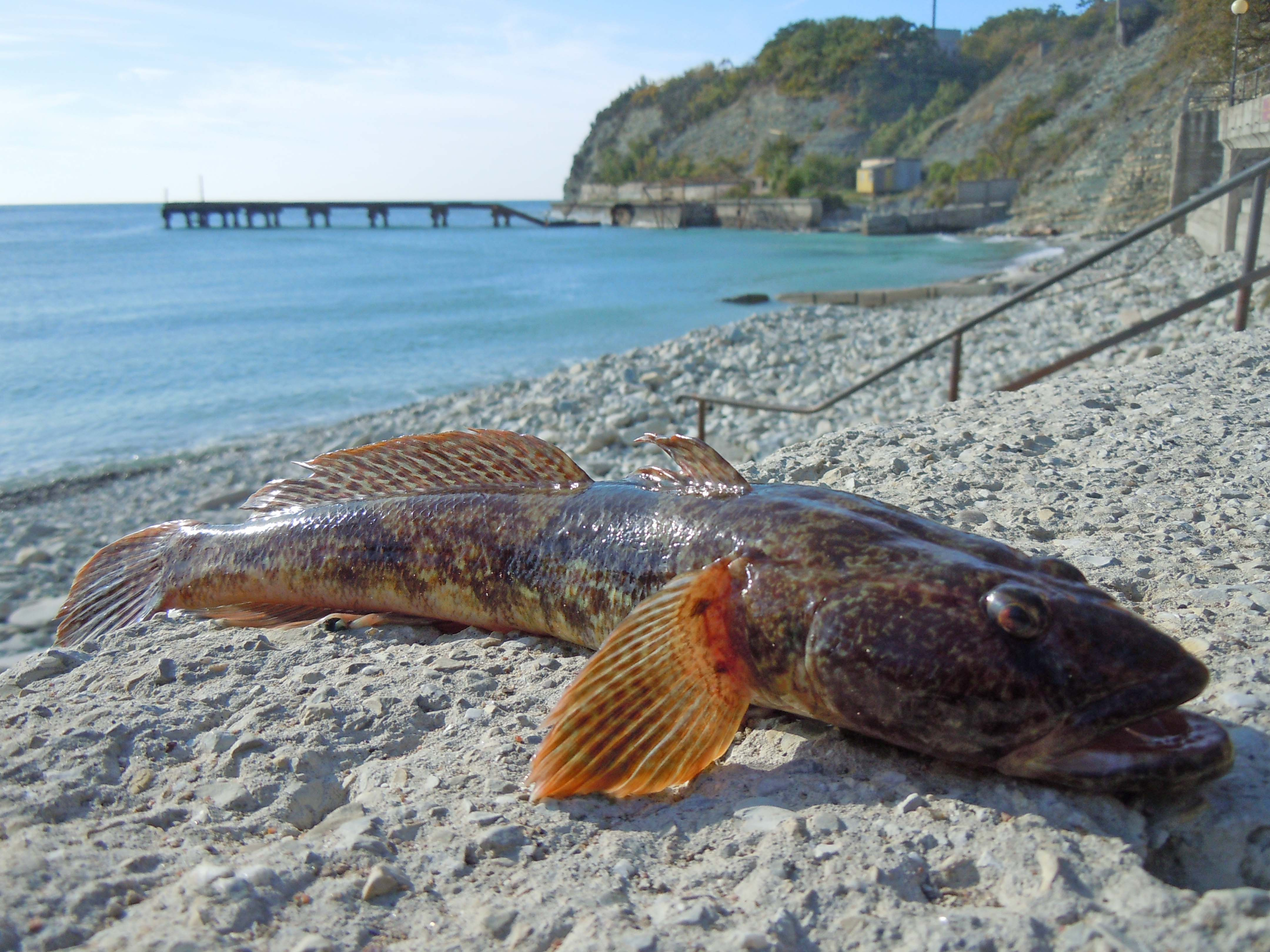
A partra kitéve